# خوسيه أنطونيو نورييغا
خوسيه أنطونيو نورييغا (بالإسبانية: José Antonio Noriega) هو لاعب كرة قدم مكسيكي في مركز الوسط، ولد في 29 ديسمبر 1969 في مدينة مكسيكو في المكسيك. شارك مع منتخب المكسيك لكرة القدم. أما مع النوادي، فقد لعب مع تايجرز أونال وسانتوس لاغونا وكروز آزول ونادي أونيفرسيداد ناسيونال ونادي مونتيري.

## وصلات خارجية
- خوسيه أنطونيو نورييغا على موقع قاعدة بيانات كرة القدم.إي يو (الإنجليزية)
- خوسيه أنطونيو نورييغا على موقع ناشيونال فوتبول تيمز (الإنجليزية)